# Maule, Chile
Maule este un târg și comună din provincia Talca, regiunea Maule, Chile, cu o populație de 38.270 locuitori (2012) și o suprafață de 238,2 km2.